# (75564) Audubon
(75564) Audubon est un astéroïde de la ceinture principale.

## Description
(75564) Audubon est un astéroïde de la ceinture principale. Il fut découvert le 2 janvier 2000 à Fountain Hills (Arizona) par Charles W. Juels. Il présente une orbite caractérisée par un demi-grand axe de 2,31 UA, une excentricité de 0,13 et une inclinaison de 8,8° par rapport à l'écliptique.
Il est nommé d'après l'ornithologue du nouveau monde, Jean-Jacques Audubon.

## Compléments